# Sudarium
Sudarium (latin "svetteduk") avser en liten duk som kan fästas vid en biskops kräkla för att denna inte skulle beröras av handen och därigenom solkas av handsvetten. Under senmedeltiden stiliserades sudariet till en trekantig duk. Det återges ofta i konsten när en biskop avbildas med kräkla.